# استان استبان آرسه
استان استبان آرسه (انگلیسی: Esteban Arce Province) یکی از استان‌های بولیوی در بولیوی است که در شهرستان کوچوبامبا واقع شده‌است.